# René Nyssen
René Nyssen, né en 1891 et décédé en novembre 1972, est un médecin psychiatre belge.

## Biographie
Après ses études à l'Université libre de Bruxelles, il devient d'abord professeur de psychiatrie à l'Université de Gand pour remplacer Maurice Hamelinck. En 1946, il part pour son université d'origine où il remplace Guillaume Vermeylen, décédé pendant la guerre. Jacques De Busscher devient son successeur à Gand. Dès les années 1930, il montre un intérêt prononcé pour la psychologie.
En tant que clinicien il travaille à la colonie de Geel, au Stuivenberggasthuis (nl) à Anvers et puis à l'Institut de Psychiatrie à Bruxelles.
Il a donné son nom au syndrome Nyssen-Von Bogaert-Meyer, un syndrome génétique rare.

## Membre dans des sociétés académiques
- Société belge de Neurologie (président en 1939)
- Société belge de Psychologie